# Electroplankton
Electroplankton (エレクトロプランクトン Erekutoropurankuton?) es un videojuego musical desarrollado por Toshio Iwai y publicado por Nintendo para la consola portátil Nintendo DS. Salió a la venta en abril de 2005 solo en Japón bajo la serie Touch! Generations. Dado su éxito, un año después salió también en América y Europa. El juego es bastante simple y con unos gráficos minimalistas. Trata de diez diferentes minijuegos sin un objetivo fijo y protagonizados por criaturas animadas de tamaño micróscopico que se hacen llamar electroplanktons y emiten música y sonidos diferentes y de forma diferente. La primera versión (la que salió en Japón), venía juntamente con unos auriculares azules.

## El juego
La forma el plancton, obviamente microscópica, varía dependiendo del minijuego. Estos son acuáticos. Gracias al modo Público el juego puede ser visto tanto como un juego de música visual como un medio de relajación zen ambientado en la zoología. Por eso se parece al juego Flow, que también trata de una criatura acuática microscópica que emite sonidos.

### Controles
Para interactuar con estas criaturas, se puede utilizar el stylus, los botones, e incluso el micrófono de la Nintendo DS. Electroplankton ofrece dos modos de juego diferentes. En el primero, que se llama Actuación, uno puede crear sus propios sonidos y formar un espectáculo con el plancton. El segundo modo se llama Público y el mismo juego crea sus propios sonidos, aunque el jugador también pueda intervenir en este. El botón START sirve para pausar el juego y el botón B para retroceder. Dado que el juego no tiene un objetivo, no se podrán guardar los progresos que se hagan ni tampoco la música que se componga. El botón Y y el botón X son para ampliar la imagen de la pantalla. La pantalla superior hace poco; hace de lupa de la pantalla inferior.
El plancton es una criatura virtual que emite sonidos que varían dependiendo del jugador. Entre las diferentes acciones humanas a las que responde el plancton se encuentran hablar, respirar, tocar con el stylus, dar palmas...etc.

## Los diferentes plancton

### Tracy(NDS)Trapy(DSi)
Hay seis diferentes Tracies. Son de forma triangular y tienen aletas. El nombre de Tracy corresponde a la versión de la Nintendo DS. Trapy fue el que se le puso en la versión para la Nintendo DSi ware. El sonido varía dependiendo del color del Tracy. Los colores en orden son amarillo, verde, azul, morado, rosa y rojo. Para hacer sonar un Tracy se mueve el stylus por la pantalla táctil de la Nintendo DS creando una línea que posteriormente el plancton seguirá. Una vez que el plancton acabe la ruta la volverá a hacer y así continuamente. Se puede asignar una ruta por cada Tracy. Pueden estar hasta seis Tracies emitiendo sonidos. Este minijuego es compatible con algunas opciones de la Nintendo DS; con las flechas hacia arriba (Up) y hacia abajo (Down) del panel de control se puede graduar la velocidad con la que avanza los diferentes Tracies. Para volver a la velocidad original se utiliza el botón A. Con el botón SELECT todos los Tracies que se estén desplazando, pararán. El nombre "Tracy" viene de la palabra "Trazar". La frecuencia del sonido depende de la dirección; Hacia la izquierda, el sonido se hace más agudo. Hacia la derecha el sonido se vuelve grave.

### Hanenbow
Solo hay un tipo de Hanenbow y es de color rosa con una aleta como en la parte trasera de color amarillo. Tiene una forma esférica. Estos salen impulsados al aire por una hoja de una alga cada cierto tiempo. Para producir su característico sonido, el "Hanenbow" salta de hoja en hoja de una o más algas. Una vez hecha una composición de sonidos el "Hanenbow" vuelve a caer al agua. Sin embargo, el jugador puede cambiar el ángulo de las hojas para que la ruta del "Hanenbow" se altere y produzca otros sonidos. Para este minijuego solo se necesita el stylus y el botón A de la Nintendo DS, para mostrar o ocultar el ángulo de las hojas. Los botones del panel arriba (Up) y abajo (Down) son para regular el tiempo entre el impulso de un "Hanenbow" y otro. Si el plancton cae varias veces sobre la misma hoja, esta irá enrojeciendo a medida que el "Hanenbow" provoque sonidos. Cuando todas las hojas de todas las algas estén completamente rojas, las algas "florecerán". Las flores son blancas y son temporales. Es el único de todos los minijuegos de Electroplancton que tiene un objetivo (hacer "florecer" el alga). Tienen el sonido característico de un xilófono.

### Luminaria(NDS)Luminarrow(DSi)Luminarian(JAP)
Luminaria (Nintendo DS), Luminarrow (DSi Ware) o Luminarian (Japonés ルミナリア) son las criaturas más interactivas del juego. Hay cuatro Luminarias diferentes: el rojo, el verde, el amarillo y el azul. Hay una cuadrícula de 6x6 en la que el plancton jugará con sonidos; en cada intersección de la cuadrícula hay una flecha que indicará hacia dónde debe ir el plancton. Estas pueden cambiar de dirección y orientarse en vertical, horizontal y diagonal (8 direcciones en total). Si se mantiene presionada con el stylus una flecha, esta girará continuamente. Para producir sonidos, el jugador debe primero colocar las flechas en una dirección formando una ruta. Luego se tocan las Luminarias (que se encontraran una a cada esquina) para que comiencen la ruta. Cada Luminaria tiene su propia velocidad. El Luminaria azul va a una velocidad de 1 segundo/flecha (aprox.). El verde, va a la mitad que el azul (0,50 s/f (aprox.)), el amarillo, la mitad que el verde (0,25 s/f (aprox.)) y el rojo a la mitad que el amarillo (0,125 s/f (aprox.)). El plancton rojo produce el sonido de un Pianoforte. El amarillo, como un vibráfono. El verde como una caja de música y el azul como una celesta.

### Sun-Animalcule/Falcato
El Sun-animalcule (Nintendo DS y DSi Ware) es un plancton que tiene forma de sol. La jugabilidad es muy simple: se trata de tocar la pantalla táctil con el stylus y así se plantarán automáticamente huevos (como si de semillas se tratasen) que irán creciendo e hinchándose hasta ocupar toda la pantalla. Luego explotan y desaparecen. A medida que pasa el tiempo, el fondo de la pantalla irá oscureciéndose; de ser amarillo (Día) a azul marino (Noche). Cuando llega la noche, los Sun-Animalcule son sustituidos por los Falcato que tienen forma de luna creciente. Estos son blancos imitando la luna y emiten el sonido de un arpa, al igual que los Sun-Animalcule. El tono y la altura producidos por el plancton depende de dónde se colocan. El jugador puede mover o eliminar un plancton. Los Sun-Animalcule irán brillando por turnos y siguiendo el ritmo. Hay tres fases en el juego: la mañana, la tarde y la noche. Cada una de estas fases dura exactamente un minuto (60 s.), aunque el tiempo puede ser acelerado pulsando derecha en el panel de control o rebobinar pulsando izquierda. 

### Rec-Rec
Existen cuatro "Rec-Rec" (Nintendo DS y DSi Ware). Son llamados así por tratarse de plactons que "graban" sonidos. Son pisciformes: elipse acabada en punta, con un triángulo haciendo de cola y una pequeña aleta dorsal. Los cuatro Rec-Rec son de colores diferentes: rosa, amarillo, azul y verde. Cada plancton puede hacer una grabación de hasta 4 segundos. Las grabaciones van acompañadas de un ritmo de fondo de una caja de ritmos. Los Rec-Rec se mueven automáticamente de derecha a izquierda en una misma columna. Para grabar un sonido, simplemente hay que tocar un plancton y esperar a que reaparezca en la derecha de la pantalla. Entonces el plancton seleccionado comenzará a parpadear. Eso indica que esta grabando. No se pueden realizar dos grabaciones a la vez. El sonido no varía dependiendo del plancton que graba. Una vez grabado el sonido, se crea un bucle que el Rec-Rec repetirá continuamente. Para cambiar el bucle producido por el plancton, simplemente hay que pulsar otra vez el plancton y grabar. Para cambiar el ritmo de fondo, pulsar en el pad direccional arriba (Up) o abajo (Down). Para cambiar la velocidad del ritmo, pulsar izquierda o derecha en el mismo pad. Finalmente, para eliminar todos los bucles, presionar el botón SELECT.

### Nanocarp
Existen hasta 16 nanocarps (Nintendo DS y DSi Ware), todos iguales. Tienen forma de una pera al revés, con dos orejas parecidas a las de un conejo pero bastante más pequeñas. Posee también dos aletas, una a cada parte del cuerpo. Son azules, casi tansparentes. La característica principal es que responden a las palmadas y ondas. Para producir una onda, se puede tocar con el stylus cualquier punto de la pantalla y los planctons que estén a 2 cm o menos del punto, producirán una nota parecida a un arpa. Los plancton nadan independientemente por la pantalla. Los botones Y y X son para ampliar o reducir la vista de la pantalla superior. En el pad direccional, los botones crean ondas hacia la dirección deseada. También crean sonidos de xilófono cuando chocan contra uno de los bordes de la pantalla inferior. la altura de la nota dependerá de la posición del Nanocarp en la pantalla. Si se dan palmadas cerca de la pantalla o si se sopla, los plancton responderán organizándose de diferentes formas:
| N.º de palmadas | Los Nanocarps crean...                                         |
| --------------- | -------------------------------------------------------------- |
| 1               | ...un círculo                                                  |
| 2               | ...una línea horizontal centrada                               |
| 3               | ...una línea diagonal                                          |
| 4               | ...una línea horizontal en la base de la pantalla              |
| 5               | ...una línea vertical en la izquierda y derecha de la pantalla |
| Soplar...         | Los Nanocarps crean...                   |
| ----------------- | ---------------------------------------- |
| ...una vez        | ...una X                                 |
| ...dos veces      | ...un cuadrado                           |
| ...tres veces     | ... la Canción "Campanitas del lugar"[3] |
| ...cuatro veces   | ...una casa                              |
| ...un segundo     | ...un corazón                            |
| ...dos segundos   | ...una luna                              |
| ...cinco segundos | ...un signo de interrogación             |
Nota: las órdenes indicadas aquí no son las únicas disponibles en el juego. Solo se indican las más comunes.

### Lumiloop
Existen cinco Lumiloop y tienen forma de disco. Además, se mueven como tal. Al comienzo, los Lumiloop están quietos, son incoloros y están dispuestos de forma que quedan dos arriba, dos abajo y uno central. Para que produzcan música, hay que hacer círculos sobre el plancton. Entonces el plancton adoptará un color, y si se mueve hacia el sentido contrario, adoptará otro diferente. Por tanto, cada uno tiene dos colores diferentes. Los sonidos producidos por estos plancton se asocian con los cantos tibetanos Zen. Si se mantiene mucho tiempo girando, el Lumiloop emitirá una onda expansiva, que hará cambiar la tonalidad del sonido producido a una más fuerte. Si se mantienen 30 segundos girando un lumiloop, se alcanza la tonalidad más fuerte. El único botón que se puede utilizar es el botón SELECT, que cambia el color del fondo de pantalla
| Lumiloop              | Color que adopta si gira a la derecha | Color que adopta si gira a la izquierda |
| --------------------- | ------------------------------------- | --------------------------------------- |
| Arriba a la izquierda | Morado                                | Celeste                                 |
| Arriba a la derecha   | Verde                                 | Verde                                   |
| Central               | Rojo                                  | Fucsia                                  |
| Abajo a la izquierda  | Naranja                               | Amarillo                                |
| Abajo a la derecha    | Azul Marino                           | Azul                                    |

### Marine-Snow(NDS)Marine Crystals(DSi)
Son copos de nieve. Hay cuatro tipos y se clasifican según su forma: triangular, cuadrado, pentagonal y hexagonal. Son 35 Marine-Snow de cada tipo. Todos son de color transparente como el hielo, para asemejarse a un copo de nieve. Cada tipo posee un sonido característico a un instrumento; así el triangular suena como un xilófono, el cuadrado una caja musical, el pentagonal una campana y el hexagonal un pianoforte. La altura de sus sonidos depende de su posición en la pantalla. Si se toca un Marine-Snow, este intercambiará su posición con el anterior que fue tocado. El único botón que sirve en el juego es SELECT, para cambiar de plancton. Si se toca, comienza a girar y emitir sonidos vibrantes. Si son tocados repentinamente, experimentan un crecimiento de tamaño.

### Beatnes
Son 5 Beatnes. Poseen una cabeza geométrica y una cola alargada de nueve segmentos iguales con forma de diamante. Las cabezas tienen forma de triángulo, cuadrado, cruzeta, romboide y de hexágono. Para interactuar con un Beatnes, simplemente hay que tocar uno de los fragmentos de la cola o su cabeza. Este volverá a sonar 3 segundos después y así tres veces más. Esto permite al jugador componer melodías ciclo transitorio.

### Volvoice(NDS)Varvoice(DSi)
Sólo hay un Volvoice y más que un plancton para crear música, es un plancton utilizado para jugar con la voz y distorsionarla. Al tocar el cuerpo del Volvoice, comienza a grabar la voz humana. Permite hasta 8 segundos de grabación. Para borrar el sonido, se puede presionar un flagelo que pende de la cabeza del Varvoice o presionar el botón SELECT. La forma de este plancton es simple: tiene forma de gota de agua al revés y del pico superior le brota un flagelo que acaba en un círculo. Una vez grabado un sonido, para distorsionarlo hay que tocar una de las 16 opciones de alteración de voz que rodean al plancton. Para cambiar de alteración, se puede utilizar el pad direccional.

## En DSiWare
El 6 de julio de 2009 Nintendo anunció que el juego Electroplankton estaría a la venta en DSiWare. Pero esta vez, se venderá cada plancton por separado. 
Cada plancton cuesta 200 DSi Points, y toda la serie, 2.000 DSi Points. Los bloques que ocupa un juego de la serie oscila entre los 27 y los 30 bloques (alrededor de los 7 Mb).

## Desarrollo
El juego fue desarrollado por Toshio Iwai. Se le considera como artista de la electrónica y el diseño. 
En 1987, Toshio colaboró con Nintendo para diseñar un juego de Matamarcianos llamado Otocky, juego que también combinaba elementos para crear música. En 1994, creó SimTunes, otro juego musical pero para la empresa Maxis.
Según Toshio, para crear electroplankton se inspiró en las criaturas microscópicas que veía por el microscopio que su padre le regaló. Recogía planctons, los miraba por el microscopio y los dibujaba en papel. De aquí, no solo viene la idea de electroplankton, sino de otros muchos videojuegos creados por Toshio Iwai relacionados con los planctons.
Toshio pidió a Nintendo adaptar su nuevo juego a la nueva consola "Nintendo DS". En general, Toshio diseñó y programó el juego, aunque otros ilustres personajes de la electrónica colaboraron en el juego. Entre ellos se encuentra Shigeru Miyamoto, director general de EAD.

## Recepción
| Metacritic                | 71%    |
| Joystiq                   | 8      |
| IGN                       | 7      |
| Nintendo Acción           | 85%    |
| Oficial Nintendo Magazine | 78%    |
| GameRankings              | 76'03% |
| GameSpot                  | 7'3    |
| 1UP                       | B+     |
| Electronic Gaming Monthly | 57%    |
| GameZone                  | 7'5    |
| Promedio                  | 73,89  |

Las quejas más frecuentes entre los jugadores son que el juego carece de aplicaciones desbloqueables, la poca duración y que no se puedan guardar las creaciones y combinaciones. También se ha creado un descontento general por la inutilidad de la pantalla superior de la nintendo DS.
Crítica de los usuarios de Metacritic: "A fun and creative time killer, but not much more." (divertido para pasar el tiempo, pero no más)
Sin embargo, los jugadores congratulan la creatividad y originalidad del juego. También agradecen que se incorporen unos auriculares en el juego. Otra cosa que satisfizo a estos, es la facilidad y simplicidad del juego.

## Curiosidades
- El escenario del minijuego Hanenbow se utilizó en Super Smash Bros. Brawl y Super Smash Bros. Ultimate. Ver